# Ladislav Nižňanský
Ladislav Nižňanský, född 24 oktober 1917 i Slovakien i Čadca, död 23 december 2011 i München, var en tysk-slovakisk militär. Från 1944 till 1945 tjänstgjorde han som kapten i Abwehrgruppe 218 "Edelweiß".
Nižňanský var 1944–1945 befälhavare för det slovakiska SS-kommandot Edelweiss, som bekämpade partisaner i Slovakien. I januari och februari 1945 förövade Nižňanskýs kommando tre massakrer i byarna Kľak, Ostrý Grúň och Kšinná. Sammanlagt 164 män, kvinnor och barn arkebuserades som straff för att man i de tre byarna påstods ha hjälp partisaner. Nižňanský skall personligen ha skjutit ihjäl minst 20 personer.
I oktober 2004 ställdes Nižňanský inför rätta för krigsförbrytelser. Rättegången drog ut på tiden, men i december 2005 friades den 88-årige Nižňanský från alla anklagelser.